# Rifeny
El rifeny, tarifit, tarifiyt o chelja és una varietat de les llengües amazigues parlada pels rifenys, habitants de la regió del Rif, al nord-est del Marroc. El rifeny és parlat també per comunitats de rifenys a Algèria, a qualssevol ciutats properes de la frontera i a les ciutats rifenyes d'Algèria com Bethioua o Azrew. Compta amb 4 o 5 milions de parlants.

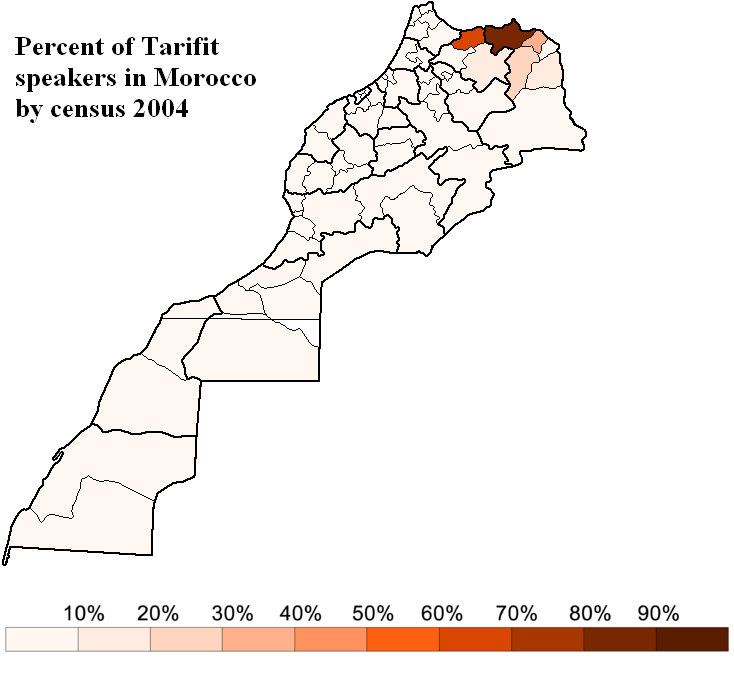
Percentatge de parlants de tarifit (usat en la comunicació quotidiana) en 2004

## Classificació
És la principal de les anomenades llengües rifenyes, subgrup de les llengües zenetes que al seu torn s'engloben al conjunt de les anomenades llengües amazigues septentrionals. Com ocorre amb altres llengües berebers, els seus parlants sovint es refereixen a ella amb el nom genèric d'amazic, que serveix per designar-les totes. Cal assenyalar que al Marroc molts estudiosos i militants de la cultura amaziga neguen que les tres grans varietats de llengua amaziga que hi ha al país siguin llengües diferents.
Està dividit en diversos dialectes de difícil comprensió mútua entre ells. Té una rica tradició literària oral, amb cants curts, comtes i altres gèneres. Les cançons modernes també són abundants. La literatura escrita va començar a aparèixer el 1990 en alfabet àrab i en llatí.
La següent taula conté algunes paraules similars del tarifit amb el cabil i el taixelhit:
| GLOSA             | Cabil                  | Taixelhit              | Rifeny                   |
| ----------------- | ---------------------- | ---------------------- | ------------------------ |
| 'arbre'           | tejṛa                  | cĝert                  | Tsejarth                 |
| 'flor'            | ajeĝĝig                | ajeddig                | ajeĝĝig/nwar             |
| 'pell'            | agʷlim                 | ilem                   | irm                      |
| 'banya'           | icc (sing) acciwn (pl) | isk (sing) iskwen (pl) | qicc (sing) accawen (pl) |
| 'llet'            | iɣi                    | aɣa                    | aɣi                      |
| 'mantega'         | udi                    | tudit                  | dhen                     |
| 'farina'          | awren                  | aggurn                 | aren                     |
| 'cendra'          | iɣed                   | iɣḍ                    | tnifest                  |
| 'lluna'           | agur                   | ayur                   | yur/thaziri              |
| 'avui'            | assa                   | ɣassa                  | assa/nhara               |
| 'carta'           | tavṛaṭ                 | tabrat                 | thavrat                  |
| 'filla'           | yelli                  | illi                   | yeĝĝi                    |
| 'petit'           | amezyan                | imezzey                | amezyan                  |
| 'roig'            | azgʷaɣ                 | azugaɣ                 | azeggwaɣ                 |
| 'esquerre'        | azelmaḍ                | azelkaḍ                | azermaḍ                  |
| 'viure'           | idir                   | dder                   | ddar                     |
| 'menjar'          | ečč                    | icc                    | ecc                      |
| 'escopir'         | susef                  | sufes                  | skufes                   |
| 'mirar'           | muqel                  | smaqel                 | xzar                     |
| 'quedar-se'       | qqim                   | qqumu                  | qqim                     |
| 'deixar'          | eĝĝ                    | ajj                    | ejj                      |
| 'enterrar'        | nṭel                   | mḍel                   | ndar                     |
| 'cremar'          | ṛeɣ                    | jder                   | haq                      |
| 'preguntar'       | seqsi                  | saqsa                  | aseqsi                   |
| 'vosaltres' masc. | kunwi                  | kunni                  | kenniw                   |
| 'vosaltres' fem.  | kunemti                | kuninti                | kennind                  |
| 'amb'             | yid                    | did                    | ag                       |

## Distribució geogràfica i estatus
És parlat per prop de dos milions de persones en el Rif, sent la llengua materna de la major part de la població d'aquesta regió, així com de bona part dels habitants de la ciutat espanyola de Melilla. Com a gran ciutats es parla a Nador i Al Hoceima. La llengua prové del gran grup zeneta. Encara que són de la mateixa família lingüística té menys relació amb les llengües amazigues parlades a altres llocs com el taixelhit de l'Atles, el cabil (dialecte tamazight) i el tuareg.
Es parla també en comunitats rifenyes emigrades a diverses ciutats europees. Molts amazics de la zona han emigrat a Catalunya i altres països d'Europa. El grup més important de parlants fora del Rif és als Països Baixos.
No ha tingut mai caràcter oficial. Els amaziguistes han reclamat històricament el reconeixement oficial de les llengües (o dialectes) amazigues, que al Marroc són llengua materna de gairebé un 50% de la població. El 1994 el rei va anunciar la «imminent» entrada de l'amazic a l'escola; tanmateix, fins al 2003 no es van iniciar els plans d'ensenyament obligatori de l'amazic a l'escola primària en les seves tres varietats marroquines: rifeny, tamazig de l'atles i taixelhit. El pla preveu l'estudi de l'amazic en tots els nivells de l'ensenyament i a tot el país (no només a les zones amazigòfones), que alhora servirà per avançar cap a l'estandardització de la llengua.

## Fonètica
Les diferències fonètiques més importants respecte a altres llengües amazigues són:
- /l/ convertir-se en /r/, com ocorre en ul (cor) → ur
- /r/ precedida de vocal però seguida de consonant es llegeix, com en taddart (casa) → taddat.
- /ll/ (/l/ geminada) es transforma en /dj/, com en ylli (filla) → ydji.
- /lt/ passa a /ch/ com en ultma (germana) → utchma.
- En algunes variants locals la /k/ passa a /ch/.
- El prefix masculí a- desapareix en moltes paraules, com afus (mà), que es transforma en fus, i afighar (serp), que passa a ser fighar. Aquesta és una característica de les llengües berebers del subgrup zenete, que les distingeix de les veïnes llengües de l'Atles i del tashelhit.

## Escriptura
El tarifit té molt poca literatura escrita anterior al Segle xx. Com altres llengües berebers, s'ha escrit de formes diverses al llarg del temps. En primer lloc, amb caràcters àrabs i més recentment utilitzant l'alfabet llatí. L'ensenyament oficial introduït l'any 2003 ha optat per l'alfabet tifinagh, una recreació moderna de les escriptures usades històricament pels pobles berebers en tota la Tamazgha, el territori dels pobles berebers, que s'estén pel nord-oest de l'Àfrica.